# حويطب بن عبد العزى
حويطب بن عبد العزى أبو محمد العامري القرشي(-66هـ - 54هـ)، صحابي من مسلمة الفتح، ومن المؤلفة قلوبهم، وهو أحد الأشخاص الذين أمرهم عمر بن الخطاب بتجديد أنصاب الحرم، وأحد الذين شاركوا في دفن عثمان بن عفان.

## نسبه وعائلته
وهو حويطب بن عبد العزى بن أبي قيس بن عبد ود بن نصر بن حسل بن عامر بن لؤي بن غالب بن فهر بن مالك بن النضر بن كنانة بن خزيمة بن مدركة بن إلياس بن مضر بن نزار بن معد بن عدنان.
أمه: زينب بنت علقمة بن غزوان بن يربوع بن الحارث بن منقذ بن عمرو بن معيص بن عامر بن لؤي بن غالب بن فهر.
زوجاته:
- أميمة بنت أبي سفيان بن حرب بن أمية بن عبد شمس بن عبد مناف.
- أم كلثوم بنت زمعة بن قيس بن عبد شمس، من بني عامر بن لؤي.
- أنيسة بنت حفص بن الأحنف، من بني عامر بن لؤي.

أولاده:
- أبو سفيان بن حويطب، وأمه أميمة بنت أبي سفيان.
- أبو الحكم بن حويطب، وأمه أم كلثوم بنت زمعة.
- عبد الرحمن بن حويطب، وأمه أنيسة بنت حفص.

## سيرته
كان حويطب بن عبد العزى من المعمرين، عاش زمنا في الجاهلية ومثله في الإسلام. وكان عالما بالأنساب والشعر وأخبار العرب. شهد مع سهيل بن عمرو صلح الحديبية، وحضر بدرا مع المشركين، فقال: رأيت الملائكة تأسر وتقتل، فقلت: هذا رجل ممنوع.
أسلم حويطب عام الفتح، وأورد الطبري قصة إسلامه في تاريخه، حيث قال:
لبيك، قال: مالك؟ قلت: الخوف، قال: لا خوف عليك، تعال أنت آمن بأمان الله جل وعز فرجعت إليه وسلمت عليه، فقال: اذهب الى منزلك، قلت:
هل لي سبيل إلى منزلي؟ والله ما أراني أصل إلى بيتى حيا حتى ألقى فأقتل، أو يدخل عليَّ منزلي فأقتل، وإن عيالي لفي مواضع شتى، قال: فاجمع عيالك في موضع، وأنا أبلغ معك منزلك، فبلغ معي وجعل ينادي على بابي: أن حويطبا آمن، فلا يهج، ثم انصرف أبو ذر إلى رسول الله ﷺ فأخبره، فقال: أوليس قد آمنا الناس كلهم إلا من أمرت بقتله، قال: فاطمأننت، ورددت عيالي إلى مواضعهم، وعاد إلى أبو ذر، فقال: يا أبا محمد، حتى متى وإلى متى؟ قد سبقت في المواطن كلها وفاتك خير كثير، وبقي خير كثير، فأت رسول الله فأسلم تسلم، ورسول الله أبر الناس، وأحلم الناس، وأوصل الناس، شرفه شرفك، وعزه عزك قال: قلت فأنا أخرج معك، فآتيه، فخرجت معه حتى أتيت رسول الله ﷺ بالبطحاء، وعنده أبو بكر وعمر، فوقفت على رأسه، وسألت أبا ذر: كيف يقال إذا سلم عليه؟
بعد أن أسلم حويطب وشهد مع رسول الله حنينا، انتقل للعيش في المدينة المنورة، إلى أن توفي فيها في خلافة معاوية بن أبي سفيان عن عمر 120 سنة.

## روايته للحديث
روى عن: عبد الله بن السعدي.
روى عنه: السائب بن يزيد، وعبد الله بن بريدة، وابنه أيو سفيان بن حويطب، وأبو نجيح والد عبد الله بن أبي نجيح.